# Hagelsturm – Die Wetterkatastrophe
Hagelsturm – Die Wetterkatastrophe ist ein US-amerikanischer Katastrophenfilm aus dem Jahr 2003 mit u. a. Stacy Keach.

## Handlung
Seit langem wartet Familie Blanchard auf eine Spenderleber für ihren 12-jährigen Sohn Jason. Endlich erhält seine Mutter Christy, Ärztin am örtlichen Krankenhaus in Rutland, die Nachricht, dass eine geeignete Spenderleber gefunden wurde und in einem Flugzeug nach Rutland unterwegs sei.
Ausgerechnet zu diesem Zeitpunkt braut sich ein Unwetter zusammen. Die Maschine gerät in einen heftigen Hagelsturm und stürzt über den Bergen von Vermont ab. Als Dan Blanchard, Jasons Vater davon erfährt, fährt er zur Absturzstelle, um nach dem Flugzeug und dem Behälter mit der Spender-Leber für seinen Sohn zu suchen. Tatsächlich gelingt es Dan, das Flugzeugwrack auszumachen. Er findet einen Überlebenden vor, nämlich den Copiloten. Dieser kann Dan auch den glücklicherweise unbeschädigten Behälter mit der Spender-Leber aushändigen.
Sofort macht sich Dan auf dem Weg ins Krankenhaus. Unterwegs wird er zufällig Zeuge, wie eine Gruppe jugendlicher Kletterer aufgrund heftigen Hagels in Not gerät. Dan eilt ihnen zu Hilfe und kann ein junges Mädchen vor dem Absturz retten. Es stellt sich heraus, dass auch seine Tochter Marie zu der Gruppe gehörte. Zusammen fahren die beiden weiter nach Rutland.
Unterdessen erfährt Dan am Telefon von seiner Frau, dass ihr Sohn Jason noch nicht von einer Veranstaltung zurückgekehrt sei. Jason sollte nämlich einer Gruppe von Kindern seine Zauberkünste vortragen, damit deren Eltern sich voll und ganz auf die Verkaufsveranstaltung bzgl. Gebrauchtwagen konzentrieren können. Dies ist jedenfalls die Vorstellung des Leiters der Veranstaltung, Peter Crane, der nur an seinen Profit denkt. Als das Unwetter die Kleinstadt und somit auch den Veranstaltungsort erreicht, ignoriert er die Warnungen von Jason. Dieser lässt aber nicht locker und nutzt seine Pause, um alle Anwesenden über Lautsprecher zu warnen. Aber schon fallen die ersten großen Hagelkörner auf das Verkaufsgelände und zerstören Fahrzeuge und das anliegende Gebäude. Jason und Peter Crane versuchen, sich im Gebäude in Sicherheit zu bringen, werden aber verschüttet. Jason bleibt unverletzt, aber Peter Crane bricht sich das Bein und wird von herabstürzenden Teilen eingeklemmt.
Für Jasons Vater und seine Schwester wird die Zeit knapp: Nur noch eine grüne Lampe leuchtet an dem Behälter der Spenderleber. Erlischt diese, so ist dies ein Zeichen, dass das Gewebe der Leber abstirbt. Währenddessen wartet Jasons Mutter ungeduldig im Krankenhaus auf die Ankunft ihres Sohnes und der für ihn lebenswichtigen Ersatzleber. Schließlich können Peter Crane und Jason aus dem Gebäude von Rettungskräften befreit werden. Die Spenderleber und auch Jason treffen noch gerade rechtzeitig im Krankenhaus ein, wo schon alles für die OP vorbereitet wurde. Die Operation verläuft erfolgreich und Jasons Leben ist gerettet.

## Kritiken
„Mäßiger (Fernseh-)Katastrophenfilm von der Stange.“

„TV-Unglücksdrama im wahrsten Wortsinne. In der griechischen Sage gab es die Medusa, bei deren Anblick man zu Stein erstarrte. Der Hagelsturm hier heißt ‚Medusa‘ – und dem Zuschauer droht ein ähnliches Schicksal. Die mies getricksten, tennisballgroßen Hagelkörner werden noch unterboten durch die peinliche Story […] — Diesen Film deckt keine Versicherung ab.“